# ۳۵۴ (پیش از میلاد)
۳۵۴ (پیش از میلاد) ۳۵۴مین سال قبل از تقویم میلادی است.